# El adiós salvaje
El adiós salvaje es el tercer álbum de la banda cordobesa de indie pop: Deneuve.
Fue publicado en el 2005 por la discográfica Grabaciones en el Mar. Consta de 9 canciones que giran todas en torno al concepto adiós en diferentes situaciones de la vida: un suicidio, una ruptura sentimental, un abandono, una relación fugaz, un crimen.
La producción corrió a cargo de Paco Loco y en el mismo colaboraron artistas como Pedro Sanmartín (La Buena Vida) o Alberto Matesanz (Plastic D'amour) entre otros.
El disco se lanzó al mercado en dos versiones. La primera en CD convencional y la segunda que además incluía un DVD que contenía un documental realizado por Miguel Ángel Sánchez además del cómo se hizo del álbum del seguimiento de algunas canciones desde que simplemente eran una idea hasta el resultado final.

## Lista de canciones
1. Hostal Nuria
2. Tal como sentíamos entonces
3. Anne y Nick
4. Tesoro 25
5. Los crímenes de la calle Gondomar
6. El sabor de las cerezas
7. Ahora sí
8. El adiós salvaje
9. Berlín